# Boogie 2nite
«Boogie 2nite» es una canción R&B y dance-pop interpretada por la cantautora estadounidense Tweet. Está compuesta y producida por la propia Tweet junto a John "Jubu" Smith para su álbum debut, Southern Hummingbird (2002). Missy Elliott y Timbaland intervinieron como productores ejecutivos. El lanzamiento comercial se estableció originalmente para el 2 de diciembre de 2002 en el Reino Unido, pero debido a la nula difusión radial, sumado al hecho de no tener video musical para promocionarla, se decidió cancelar su edición y solo distribuirlo como sencillo promocional. La canción fue incluida en la banda sonora de la película de 2002, The Transporter. En febrero de 2010, se filtraron imágenes inéditas del video musical cancelado a través de internet.
En 2006, la canción fue versionada por el dúo británico Booty Luv, cuya versión alcanzó la segunda ubicación en la lista de sencillos del Reino Unido. Tras el lanzamiento de la versión de Booty Luv, la canción original de Tweet ingresó en la lista del Reino Unido, alcanzando el número 167.

## Lista de canciones
Vinilo promocional para el Reino Unido y Europa
Lado A
1. "Boogie 2nite" (Versión del álbum) - 4:10
2. "Boogie 2nite" (Versión instrumental) - 4:10

Lado B
1. "Smoking Cigarettes" (Versión del álbum) - 4:17
2. "Smoking Cigarettes" (Versión instrumental) - 4:17

Vinilo promocional de 12" para el Reino Unido (Remixes)

(TWEET 01; Lanzamiento: 2002)
Lado A
1. "Boogie 2nite" (T&F Crushed DB Boulevard Club Re-Edit) - 6:08

Lado B
1. "Boogie 2nite" (Tommy Vee "Patu" Club Mix) - 7:06
2. "Boogie 2nite" (Luca Cassani Dub Mix) - 5:11

Vinilo de 12" para el Reino Unido (Remixes)

Lado A
1. "Boogie 2nite" (Seamus Haji Boogie Mix) - 7:45

Lado B
1. "Boogie 2nite" (Seamus Haji 2Nite Dub) - 7:48
2. "Boogie 2nite" (Acappela) - 4:57

Vinilo de 12" para el Reino Unido y Estados Unidos

(TWEET1; Lanzamiento: 2003)
Lado A
1. "Boogie 2nite" (Bobby D'Ambrosio Remix) - 6:09

## Posicionamiento en listas
| Lista (2006)                          | Mejor posición |
| ------------------------------------- | -------------- |
| Reino Unido (Official Charts Company) | 167            |

## Versión de Booty Luv
Seamus Haji remezcló «Boogie 2nite» tanto la versión original de Tweet como para la de Booty Luv. Una versión regrabada de este remix por el dúo británico femenino Booty Luv fue incluido en su álbum debut Boogie 2nite y lanzado como su primer sencillo así como el mencionado remix para Tweet nunca tuvo un lanzamiento comercial, a pesar de su popularidad en las pistas de baile.
La canción fue lanzada en el Reino Unido a través de la discográfica Hed Kandi el 27 de noviembre de 2006. El sencillo recibió críticas favorables y fue respaldado ampliamente por los disc jockeys. Alcanzó el puesto número dos en su tercera semana en la lista de sencillos del Reino Unido, permaneciendo ocho semanas entre los diez primeros. La remezcla realizada por Seamus Haji se promocionó como la versión principal del sencillo, mientras que la versión de DB Boulevard se utilizó para el video musical, el cual fue dirigido por Johny Mourgue. La canción también aparece en una expansión del video Grand Theft Auto: The Ballad of Gay Tony.
La popularidad de "Say It" contribuyó al re ingreso de "Boogie 2Nite" en las listas de dance del Reino Unido ubicándose en el número 31 en septiembre de 2009, tres años después de su lanzamiento original.

### Lista de canciones
| Sencillo en CD |                                                 |          |  |
| N.º            | Título                                          | Duración |  |
| 1.             | «Boogie 2nite» (DB Boulevard Club Mix)          | 6:10     |  |
| 2.             | «Boogie 2nite» (Seamus Haji Big Love Club Mix)  | 8:28     |  |
| 3.             | «Boogie 2nite» (Tommy Vee Vs. Keller Remix)     | 7:16     |  |
| 4.             | «Boogie 2nite» (Danny Freakazoid Remix)         | 7:35     |  |
| 5.             | «Boogie 2nite» (Paleface 'Da Booty Bass' Remix) | 6:31     |  |
| 6.             | «Boogie 2nite» (Hypasonic Remix)                | 5:58     |  |
| 7.             | «Boogie 2nite» (DB Boulevard Radio Edit)        | 2:34     |  |
| 8.             | «Boogie 2nite» (Seamus Haji Big Love Edit)      | 3:16     |  |
| 9.             | «Boogie 2nite» (R&B Edit)                       | 4:25     |  |

### Posicionamiento en listas
| Lista (2006-07)                       | Mejor posición |
| ------------------------------------- | -------------- |
| Alemania (Offizielle Deutsche Charts) | 76             |
| Australia (ARIA Singles Chart)        | 89             |
| Bélgica (Flandes) (Ultratop 50)       | 38             |
| Escocia (Scottish Singles Chart)      | 5              |
| European Hot 100                      | 11             |
| Finlandia (OFC)                       | 8              |
| Hungría (Single Top 40)               | 5              |
| Irlanda (IRMA)                        | 22             |
| Países Bajos (Dutch Top 40)           | 7              |
| Reino Unido (UK Singles Chart)        | 2              |
| Reino Unido (UK Dance Chart)          | 2              |
| Rusia (Top Radio Hits)                | 65             |

| Año  | País         | Lista            | Posición |
| ---- | ------------ | ---------------- | -------- |
| 2006 | Reino Unido  | UK Singles Chart | 73       |
| 2007 | Reino Unido  | UK Singles Chart | 69       |
| 2007 | Países Bajos | Dutch Top 40     | 29       |

### Certificaciones
| País        | Organismo certificador | Certificación | Ventas  | Ref.   |
| ----------- | ---------------------- | ------------- | ------- | ------ |
| Reino Unido | BPI                    | Plata         | 200 000 | [ 22 ] |